# Газардкам-Казмаляр
Газардкам-Казмаляр (лезг. Гъазард-ккамун къазма) —  село  в Магарамкентском районе Республики Дагестан. Входит в состав сельсовета «Кабир-Казмалярский».

## География
Село расположено в Южном Дагестане. Находится в Магарамкентском районе, рядом с селениями Кучун-Казмаляр, Кабир-Казмаляр и Чахчах-Казмаляр.

## История
В 1930-е годы население села Газардкам переселено в  Газардкам-Казмаляр.

## Население
| 1926 | 1939 | 1970 | 1989 | 2002 | 2010 | 2021 |
| ---- | ---- | ---- | ---- | ---- | ---- | ---- |
| 100  | ↗171 | ↗192 | ↗194 | ↗302 | ↗377 | ↘192 |